# Чокан Валиханов
Чокан (Шокан) Чингисович Валиханов (на казахски: Уәлиханұлы Шоқан Шыңғысұлы, истинско име: Мохамед Ханафия) е един от първите казахски учени, революционен мислител, историк, етнограф, фолклорист, пътешественик-изследовател, просветител. Офицер от разузнавателното управление на Главния щаб на Руската армия.

## Произход и младежки години (1835 – 1853)
Роден е през ноември 1835 година в крепостта Кушмурун в казахско семейство, като баща му е управител на окръга, в който се намира крепостта. Начално образование получава в местното казахско училище и научава чагатайски, кипчакски и арабски език. Като син на знатен баща, Валиханов от ранно детство има възможност да общува с известни казахски поети, акини и художници и да се запознава с тяхното творчество. Вследствие на това у него се проявява особена любов към устното и музикално казахско творчество и рисуване.
През 1847 г., на 12-годишна възраст, постъпва в Омския кадетски корпус, където се среща с бъдещия изследовател на Централна Азия Григорий Потанин. По време на обучението си научава руски, немски и френски език и се запознава с трудовете на известни учени по това време. По същото това време се появява и страстта му към пътешествия. Тук, в Омск, Валиханов има възможност да се запознае с големия химик Дмитрий Менделеев и великия писател Фьодор Достоевски.
На 8 ноември 1853 г. завършва Омския кадетски корпус и получава чин корнет.

## Военна кариера и изследователска дейност (1854 – 1865)

### Адютант и поручик (1854 – 1856)
След завършване на кадетския корпус Валиханов е назначен за адютант на генерал-губернатора на Западен Сибир. По време на службата си като адютант освен с преките си задължения има възможност да посещава Омския държавен архив, където чете за историята, географията и икономиката на тюркоезичните страни в Руската империя. През 1855 г. провежда първото си пътешествие в Седморечието и Кокандското ханство, като подробно описва пътуването си. В началото на 1856 г., след двегодишна служба като адютант, е произведен в чин поручик.

### Пътешествия в Средна Азия (1856 – 1859)
През 1856 г. участва във военна експедиция, чиято главната цел е установяване на търговски отношения между Русия и Китай. По време на пътуването участниците в нея изследват езерото Исък Кул и Джунгария. В началото на април Валиханов се отправя на път. В басейна на река Или за първи път чува киргизката легенда за великия богатир Манас и на 26 май я записва цялата. Освен нея записва и няколко други киргизки легенди. По време на пътуването си прави множество записки и рисунки за традициите, живота и дейността на китайците, научава много нови неща за Джунгария и Кашгария и се заинтересува сериозно от експедиционни изследвания. В началото на ноември експедицията се завръща в Семипалатинск, където Валиханов се среща с Пьотър Семьонов-Тяншански и двамата плануват съвместна експедиция в Кашгария.
На 21 февруари 1857 г. чрез протекцията на Пьотър Семьонов-Тяншански е избран за действителен член на Руското географско дружество. Същата година усилено работи над материалите, събрани по време на пътуването си: публикува очерци за историята на киргизкия народ, за неговото географско положение, делението му на родове, обичаи и култура. Тези трудове са обединени и издадени под името „Записки о киргизах“
През 1858 – 1859 в състава на огромен търговски керван извършва поход в Кашгария през Тяншан. Изследва малко изследваната част от пустинята Такламакан. Пътуването е изключително трудно. Районът е обхванат от кървави междуособици между кокандските и кашгарските управители. Ежедневно Валиханов се подлага на смъртна опасност. Той става първия европеец (като не се брои германецът Адолф Шлагинтвайт, загинал там), който успява да се завърне от размирния район и донася вестта за смъртта на Шлагинтвайт. Събира ценни сведения за този край, неговото социално и икономическо устройство, полезните изкопаеми, бита, културата и живота на народа. По материали от пътешествията си съставя първото научно историко-географско и етнографско описание на Източен Туркестан и го издава под името „О состоянии Алтышара, или шести восточных городов Китайской провинции Нан Лу (Малой Бухарии) (1858 – 1859)“. Книгата е високо оценена от изтоковедите в Русия и други европейски страни и скоро е преведена на английски език.

## Живот в Петербург (1860 – 1861)
Тежките условия по време на пътуването, нервното напрежение и лишенията оказват сериозно влияние на здравословното му състояние и след завръщането си се разболява от туберкулоза. През 1860 г. по покана на военния министър пристига в Петербург, награден е с орден „Свети Владимир“ и повишен в чин щабс-ротмистър.
Валиханов прекарва в Петербург малко повече от година, но пребиваването му там обогатява и укрепва неговите демократични възгледи. Впуска се с жар в обществено-политическия живот и развива широка дейност, работи във Военно-отчетния комитет на Генералния щаб и Азиатския департамент на Руското географско дружество. Съставя карти на Средна Азия и Източен Туркестан, подготвя за издаване трудовете на Карл Ритер, сътрудничи в издаването на енциклопедии, изучава източни ръкописи, чете лекции по история на Изтока в Руското географско дружество. Постоянна поддръжка и дружеско разположение му оказва вицепрезидентът на Руското географско дружество Пьотър Семьонов-Тяншански.
За кратко Валиханов посещава Париж с цел публикация на статиите му в трудовете на Френското географско дружество. Влажният петербургски климат се отразява пагубно върху разклатеното му здраве и той бърза да се върне в родината си.

## Последни години (1862 – 1865)
От март до юни 1864 г. предприема ново пътуване в Седморечието, служи като преводач в организираната руска военна експедиция, изпълнява служебни задължения, способства за установяване на дружески взаимоотношения на руските власти с местното население, решава справедливо спорове за пасбища между казахи и киргизи.
Възмутен от отношението на руските окупационни войски към местното население, Валиханов напуска армията и заминава за родните степи. Там болестта му се задълбочава и умира на 10 април 1865 г., преди да навърши 30 години.

## Памет
Неговото име носи връх в Антарктида.

## Съчинения
- „Собр. соч. в пяти томах“, т. 1 – 4, Алма-Ата, 1961 – 1968.